# Síh ženevský
Síh ženevský (Coregonus hiemalis), někdy také gravenche, byla sladkovodní ryba, která žila v Ženevském jezeře.

## Popis
Síh ženevský dosahoval délky až 35 cm. Průměr oka byl 18 až 22 % délky hlavy. Tam bylo 25 až 33 žaberních trnů.
Ploutve měl delší než síh písčinný. Třel se v polovině prosince.

## Vyhynutí
Společně s už zmiňovaným síhem písčinným tvořily tyto dva druhy ryb v roce 1890 68 % úlovků na jezeře.
Kvůli nadměrnému rybolovu se stal extrémně vzácný už ve 20. letech 20. století.
Naposledy byl zpozorován někdy před rokem 1950.